# Fuminori Nakamura

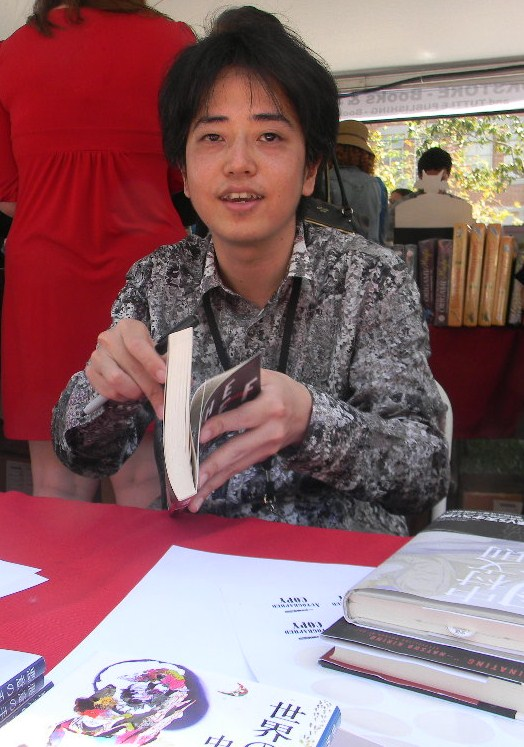
Fuminori Nakamura, 2013

Fuminori Nakamura (中村 文則, Nakamura Fuminori; * 2. September 1977 in Tōkai) ist ein japanischer Schriftsteller.

## Leben
Nakamura wuchs in der Präfektur Aichi auf und schloss 2000 ein Studium der Öffentlichen Verwaltung an der Universität Fukushima ab; heute lebt er in Tokio.
In Japan hat Nakamura bereits zwei Dutzend Bücher veröffentlicht. Seine Werke wurden in zahlreiche Sprachen übersetzt und erschienen unter anderem in den Vereinigten Staaten, Großbritannien, China, Frankreich oder Spanien. Als literarische Einflüsse nennt Nakamura unter anderem Franz Kafka und Fjodor Dostojewski.
2002 erhielt er für seinen Debütroman Jū den Shinchō-Nachwuchspreis. 2004 wurde er für Shakō mit dem Noma-Literaturpreis ausgezeichnet, im Folgejahr für Tsuchi no naka no kodomo mit dem Akutagawa-Preis. Für den Roman Suri erhielt Nakamura 2010 den Ōe-Kenzaburō-Preis. Suri wurde auch in der englischen Übersetzung mit dem Titel The Thief von der Kritik gut aufgenommen. Der Roman erschien 2015 unter dem Titel Der Dieb im Schweizer Diogenes Verlag als erstes von Nakamuras Werken auch in deutscher Sprache.

## Werke in deutscher Übersetzung
- Der Revolver. Originaltitel: Jū (2002), übersetzt von Thomas Eggenberg. Diogenes, Zürich 2019, ISBN 978-3-257-07061-3.
- Der Dieb. Originaltitel: Suri (2009), übersetzt von Thomas Eggenberg. Diogenes, Zürich 2015, ISBN 978-3-257-06945-7.
- Die Maske. Originaltitel: Aku to kamen no rūru (2010), übersetzt von Thomas Eggenberg. Diogenes, Zürich 2018, ISBN 978-3-257-07021-7.
- Die Flucht. Originaltitel: Tōbōsha (2020), übersetzt von Luise Steggewentz. Diogenes, Zürich 2024, ISBN 978-3-257-07285-3.

## Quelle
- Barnes and Noble - The Thief by Fuminori Nakamura
- Diogenes Verlag – Autorenseite zu Fuminori Nakamura